# ألدو روتشا
ألدو روتشا (بالإسبانية: Aldo Rocha) (6 نوفمبر 1992 بليون في المكسيك - ) هو لاعب كرة قدم مكسيكي في مركز الوسط. لعب مع كلوب ليون.

## وصلات خارجية
- ألدو روتشا على موقع قاعدة بيانات كرة القدم.إي يو (الإنجليزية)
- ألدو روتشا على موقع Soccerway.com (الإنجليزية)
- ألدو روتشا على موقع AS.com (الإسبانية)